# Velika Gorica
Velika Gorica (de Velika, grand, et Gora, colline) est une ville et une municipalité située à quelques kilomètres au sud de Zagreb, dans le comitat de Zagreb, en Croatie. Au recensement de 2001, la municipalité comptait 63 517 habitants, dont 94,2 % de Croates et la ville seule comptait 33 339 habitants.
L'aéroport de Zagreb est situé sur le territoire de la municipalité.

## Localités
La municipalité de Velika Gorica compte 58 localités : 
- Bapča
- Bukovčak
- Buševec
- Cerovski Vrh
- Cvetković Brdo
- Črnkovec
- Donja Lomnica
- Donje Podotočje
- Drenje Šćitarjevsko
- Dubranec
- Gornja Lomnica
- Gornje Podotočje
- Gradići
- Gudci
- Gustelnica
- Jagodno
- Jerebić
- Ključić Brdo
- Kobilić
- Kozjača
- Kuče
- Lazi Turopoljski
- Lazina Čička
- Lekneno
- Lukavec (en)
- Mala Buna
- Mala Kosnica
- Markuševec Turopoljski
- Mičevec
- Mraclin
- Novaki Šćitarjevski
- Novo Čiče
- Obrezina
- Ogulinec
- Okuje
- Petina
- Petravec
- Petrovina Turopoljska
- Poljana Čička
- Prvonožina
- Rakitovec
- Ribnica
- Sasi
- Selnica Šćitarjevska
- Sop Bukevski
- Staro Čiče
- Strmec Bukevski
- Šćitarjevo
- Šiljakovina
- Trnje
- Turopolje
- Velika Buna
- Velika Gorica
- Velika Kosnica
- Velika Mlaka
- Vukomerić
- Vukovina
- Zablatje Posavsko